# 金久保翔
金久保 翔（かなくぼ かける、1997年7月31日 - ）は、埼玉県川口市出身のプロバスケットボール選手。ポジションはシューティングガード・スモールフォワード。

## 来歴

### アマチュア時代
2013年から2015年まで秋田県立能代工業高等学校でプレー、2016年から2019年まで駒澤大学でプレー。

### プロ時代
駒澤大学在学中の2020年2月、Bリーグの香川ファイブアローズに特別指定選手として入団。翌2020-21シーズンも香川と選手契約して在籍。
2021-22シーズンから金沢武士団に所属し、2023-24シーズンはキャプテンを務めた。2024年6月30日に契約満了となった。
2024年9月19日に秋田ノーザンハピネッツと練習生契約を結んだ。2025年3月17日に秋田と選手契約を結んだ。